# Die Liebesgasse von Marokko
Die Liebesgasse von Marokko ist ein französisches Filmdrama aus dem Jahre 1935 von Julien Duvivier mit Jean Gabin und Annabella in den Hauptrollen. Der Film basiert auf dem Roman La Bandera von Pierre Mac Orlan.

## Handlung
„Die winkeligen, finsteren Gassen Marokkos sind der Treffpunkt der gescheiterten Existenzen Europas, der Gestrandeten, Verbrecher, Deserteure, die alle nur das eine Bestreben haben, unerkannt zu bleiben.“. In diese Welt der Fremden mit oftmals falschen Namen stößt auch der junge, hitzköpfige Pierre Gilieth, der in Paris ohne böse Absicht einen Mann getötet hat und nunmehr auf der Flucht vor der französischen Polizei in Barcelona angekommen ist, um sich dort der in Spanisch-Marokko des Generals Franco stationierten Legión Española anzuschließen. Er ahnt nicht, welch einschneidende Folgen diese Entscheidung für ihn haben wird. Ebenfalls dabei sind Gilieths Landsleute Marcel Mulot und Fernando Lucas. Letztgenannter ist ein französischer Polizeispitzel, der sich die ausgelobten 50.000 Francs Fangprämie verdienen will, sollte er den geflohenen Straftäter fassen und wieder nach Paris zurückbringen. Einzig die dunkle, exotische Tänzerin Aïscha, ein echtes marokkanisches Heißblut, das der Entflohene liebt und heiratet, verspricht Pierre Glück und Freude in der Ferne, die ansonsten für Fremde wie Legionäre oftmals nur Tod und Verderben verheißt.
Im nordmarokkanischen Rif-Gebirge angekommen, wo die Legion in einem abgelegenen Fort Stellung bezieht, folgt Lucas Pierre Gilieth auf Schritt und Tritt und versucht, dessen Vertrauen und Freundschaft zu gewinnen. Doch der Verbrecher auf der Flucht misstraut dem undurchsichtigen Lucas von Anbeginn und versucht, hinter dessen wahren Absichten zu kommen. Als die Männer der Legión Española in einen Hinterhalt der kriegerischen Rifkabylen geraten, und alle sich zusammenrotten müssen, um gegen den Feind zu bestehen, sind die beiden Gegenspieler aufeinander angewiesen. Aus bitterster Rivalität und Feindschaft erwächst im Angesichts von Not und Tod Vertrauen und final sogar Freundschaft. Erst fällt der noble Hauptmann Weller, dann schließlich auch Pierre und alle anderen Verteidiger. Zurück bleibt einzig der dubiose Lucas, den dieses Damaskus-Erlebnis jedoch zutiefst geläutert hat. Sein schwerster Gang aber wird sein, die junge Witwe seines gefallenen Freundes Gilieth über dessen Tod zu informieren.

## Produktionsnotizen
Die Liebesgasse von Marokko entstand im Juni 1935 in Barcelona und dem spanischen Teil der Sahara und wurde am 20. September desselben Jahres in Paris uraufgeführt. In Wien lief der Streifen am 17. März 1936 an, durfte aber aufgrund von Zensurbestimmungen kurz darauf nur noch unter dem Originaltitel gezeigt werden, wenn er auch weiterhin in Österreich unter dem deutschen Verleihtitel beworben wurde. In Deutschland konnte man Duviviers Inszenierung spätestens ab 1938 ebenfalls sehen. Unter dem neuen Titel Kompanie der Verlorenen erfolgte am 30. Dezember 1991 im Dritten Programm des NDR die Nachkriegspremiere in Deutschland.
Die Filmbauten entwarf Jacques Krauss, Robert Vernay assistierte Regisseur Duvivier.

## Hintergrund
Duvivier widmete den Film aufgrund von dessen Hilfsbereitschaft bei den Dreharbeiten dem spanischen Militärmachthaber in der spanischen Sahara, General Francisco Franco. Dies geschah allerdings ein Jahr bevor dieser den spanischen Bürgerkrieg entfachte und 1939 als Caudillo der neue Staatschef des nunmehr faschistischen Spaniens wurde.

## Kritiken
Die internationalen Beurteilungen fielen alles in allem recht wohlwollend aus: Nachfolgend fünf Beispiele:
Wiens Die Stunde meinte: „Der Film wirkt echt und stark. Schön sind die Bilder gelungen, die die Stimmung des Montmartre, Barcelonas, der quälenden Fahrt durch das sonnenerfüllte Rif schildern. Da wandelt Duvivier, der Regisseur, oft in René Clairschen Spuren. (…) Vorzüglich Jean Gabin als Pierre, kraftvoll, unsentimental und doch eindrucksvoll im Glück und in der Tragik, wie aus Holz geschnitten; vorzüglich der weichliche, heuchlerische Lucas, ganz ausgezeichnet der noble Kapitän Weller von Pierre Renoir.“
Die Innsbrucker Nachrichten lobten die schauspielerischen Leistungen von Jean Gabin, Robert Le Vigan und Annabella und schrieben: „Geht der Inhalt also keineswegs neue gedankliche Wege, so wird der Film dadurch besonders sehenswert, als er einer anderen Aufgabe im vollsten Sinne gerecht wird: dem Beschauer mit manchesmal geradezu brutal gefärbter Realistik das traurige Los jener Verlorenen vor Augen zu führen, die oft um Errettung ihres nackten Lebens willen sich fremdem Sold verschreiben. Die der Milieuschilderung meisterhaft gerecht werdende Regie Duviviers erfaßt in knappsten, geschickt aneinandergereihten Ausschnitten das internationale Soldatenleben in den spanischen “Banderes” bis zur Erschöpfung und kann so in ihrer abschreckenden Art auch einen gewissen inneren Wert kultureller Natur für sich beanspruchen.“
In „Der gute Film“ heißt es: „Die einfache Handlung ist durchaus spannend aufgebaut, vom Stoff selbst geht eine starke Wirkung aus, die durch eine ganz vorzügliche Photographie unterstützt wird, besonders in den Außenaufnahmen. Der Schnitt duldet breite Szenen, besonders in der Milieuschilderung, die eine Reihe von Legionärstypen (Mörder, Spieler, Trunkenbold, Kleinbürger) und Dirnen zeigt in einer fast vornehmen Darstellung. Gespielt wird vorzüglich; die Gewissensbisse des Mörders sind durch Träume angedeutet, sehr realistisch ist der Todeskampf der eingeschlossenen Legionäre“.

„… ein intelligentes Melodram, das durch die Figur des Polizeispions vor der Banalität bewahrt wird.“

„“La Bandera” (Die Liebesgasse von Marokko) … war ein Werk von Niveau. Der Drehbuchautor Spaak hatte in einem Roman von MacOrlan die Legionäre seines früheren Erfolges, “Le grand Jeu”, wieder gefunden. (…) Die Inszenierung ist geschickt und kraftvoll, besonders in den Handgreiflichkeiten und Schlachten, die besser gelungen sind als die sentimentalen Episoden.“